# Poleymieux-au-Mont-d’Or
Poleymieux-au-Mont-d’Or ist eine französische Gemeinde mit 1394 Einwohnern (Stand 1. Januar 2022) in der Métropole de Lyon in der Region Auvergne-Rhône-Alpes.

## Maison Ampère
In Poleymieux-au-Mont-d’Or wuchs der Physiker André-Marie Ampère auf. Das Haus seiner Kindheit und Jugend stammt aus dem 17. Jahrhundert und beherbergt heute das Musée Ampère, das bereits am 1. Juli 1931 eröffnet wurde. Das Museum umfasst eine Bibliothek und zahlreiche elektrische Maschinen und Instrumente, mit denen die Besucher Experimente durchführen können.